# Carapoia abdita
Carapoia abdita  (лат.) — вид пауков-сенокосцев  рода Carapoia (лат. Pholcidae). Распространён в Южной Америке (Бразилия, Pernambuco state).

## Описание
Мелкие пауки-сенокосцы, длина тела около 5 мм, ширина карапакса 1,4 мм. Брюшко зеленовато-серое. Карапакс охристо-жёлтый и частично коричневый, клипеус и ноги коричневые. Имеют 8 глаз. Ноги очень длинные. Брюшко коротко-цилиндрическое и заострённое у паутинных бородавок.

## Систематика
Отличается от близких видов формой прокурсуса (дистального отростка цимбиума, видоизменения последнего членика педипальп), строением хелицер самца и строением гениталий самки. Вид был впервые описан в 2016 году в ходе исследования разнообразия и эндемизма пауков Южной Америки, проведённого немецким арахнологом Бернхардом Хубером (Bernhard Huber, Alexander Koenig Research Museum of Zoology, Бонн, Германия).